# Орнела Ванони
Орнела Ванони (на италиански: Ornella Vanoni) е италианска певица и актриса, една от най-известните италиански изпълнителки на поп музика. Започва кариерата си като театрална актриса. По същото време започва и да пее пред изискана публика. Участва на фестивала на италианската песен в Сан Ремо, което ѝ носи популярност. По-късно участва във филми и телевизионни предавания. Женена е за Джино Паоли. Издала е 52 албума.